# Fedir Duz-Chotymyrs'kyj
Fedir Ivanovyč Duz-Chotymyrs'kyj (Template:Sovietico, in russo Фёдор Иванович Дуз-Хотимирский?, Fёdor Ivanovič Duz-Chotimirskij) (Černihiv, 26 settembre 1879 – Mosca, 6 novembre 1965) è stato uno scacchista sovietica, poi sovietico.
Quattro volte vincitore del campionato di Kiev (1900, 1902, 1903 e 1906), divenne Maestro Internazionale nel 1950, quando il titolo venne ufficialmente istituito dalla FIDE.
Altri risultati di rilievo:
- 1907:  vince il torneo di Mosca, davanti a Blumenfeld e Marco;
- 1908:  pareggia un match con Marshall (+2 =2 –2);
- 1909:  quarto nel Campionato russo di Vilnius, vinto da Akiba Rubinstein;
- 1911:  pari primo con Znosko Borovskij a San Pietroburgo;
- 1923:  terzo-quinto nel Campionato sovietico San Pietroburgo;
- 1925:  quinto nel Torneo internazionale di Mosca, vinto da Bogoljubov davanti a Lasker e Capablanca;
- 1927:  secondo a Tbilisi; 3º-4º nel 5º campionato sovietico di Mosca;
- 1931:  vince il campionato dell'Uzbekistan;
- 1947:  secondo-quarto con Petrosyan e K'asparyan nel campionato open dell'Armenia.[1]

## Alcune partite notevoli
- Duz-Chotymyrs'kyj - Emanuel Lasker, San Pietroburgo 1909  – Gambetto di Donna
- Akiba Rubinstein - Duz-Chotymyrs'kyj, San Pietroburgo 1909  – difesa Tarrasch
- Duz-Chotymyrs'kyj - Frank Marshall, Amburgo 1910  – Controgambetto Albin
- Duz-Chotymyrs'kyj - N.N., Amburgo 1910  – Gambetto di Re var. Cunningham
- Duz-Chotymyrs'kyj - Georg Rotlewi, Carlsbad 1911  – Difesa francese
- Duz-Chotymyrs'kyj - Aleksandr Alechin, San Pietroburgo 1912  – Partita Spagnola
- Rudolf Spielmann - Duz-Chotymyrs'kyj, Mosca 1925  – Spagnola var. Tarrasch
- Duz-Chotymyrs'kyj - Aleksandr Kotov, semifinale URS-ch 1938  – Difesa Ortodossa